# Le Fantôme (film, 1922)
Pour les articles homonymes, voir Fantôme (homonymie).
Pour plus de détails, voir Fiche technique et Distribution.
Le Fantôme (Phantom) est un film allemand réalisé en 1922 par Friedrich Wilhelm Murnau.

## Synopsis
Le film se présente en flash-back prolongé. Lorenz Lubota est commis dans un bureau gouvernemental mineur, poète en herbe et membre d'une famille dirigée par une mère inquiétante qui a une relation tendue avec une fille, Melanie, qui, selon la mère, travaille comme prostituée. Un jour, alors que Lorenz se rend au travail à pied, une femme conduisant deux chevaux blancs le heurte sur la route, le jetant au sol. Physiquement, il est indemne, mais à partir de ce moment, cette femme consomme chacune de ses pensées. Son obsession pour Veronika lui coûte son travail lorsqu'il ne se présente pas au travail et menace son patron de l'accuser de la harceler. Croyant que ses poèmes seront publiés et anticipant une rencontre avec un éditeur, Lorenz demande à sa tante Schwabe, prêteuse sur gages impitoyablen de l'argent pour acheter un nouveau costume. L'assistant de Schwabe, Wigottschinski encourage Lorenz à célébrer et ils retrouvent la sœur de Lorenz, qui devient la petite amie de Wigottschinski. Incapable de contacter Veronika, qui est riche et fiancée à quelqu'un de sa propre classe, Lorenz commence à la place à courtiser une femme qui ressemble à Veronika, lui prodiguant des choses chères, tout en revivant le jour où il a été écrasé dans son esprit encore et encore. 
Entre-temps, la santé de sa mère commence à se détériorer en raison de ses inquiétudes concernant les actions de son fils et de sa fille et l'amie de Lorenz, Marie. Le père de famille apprend que les poèmes de Lorenz ne seront finalement pas publiés. Wigottschinski escroque plus d'argent à Schwabe et donne à Lorenz une somme considérable. Cependant, tante Schwabe devient méfiante et découvre que Lorenz ne sera pas un poète publié, et elle exige avec colère qu'il rembourse l'argent après trois jours, sinon elle avertira la police. Désespéré, Lorenz accepte le plan de Wigottschinski d'entrer par effraction dans sa maison après qu'elle s'est endormie et de voler assez d'argent pour rembourser le prêt. Elle se réveille et les découvre, courant à la fenêtre pour appeler la police. Une lutte s'ensuit et Wigottschinski la tue, tandis que Melanie s'enfuit et finit par retrouver brièvement sa mère avant de disparaître.
Lorenz est arrêté et envoyé en prison. Après sa sortie, le film revient dans le présent, où Lorenz achève d'écrire l'histoire de sa vie, dans une tentative de purger son esprit de la femme fantôme qui le frappe continuellement dans sa voiture. Lorenz a également maintenant une nouvelle vie avec Marie.

## Fiche technique
- Titre : Le Fantôme
- Titre original : Phantom
- Réalisation : Friedrich Wilhelm Murnau
- Scénario : Thea von Harbou, Hans Heinrich von Twardowski, d'après le roman de Gerhart Hauptmann
- Décors : Hermann Warm
- Photographie : Axel Graatkjaer, Theophan Ouchakoff
- Production : Erich Pommer
- Pays d'origine : États-Unis
- Langue : cinéma muet, intertitres allemand
- Durée : 145 minutes
- Date de sortie : 13 novembre 1922

## Distribution
- Alfred Abel : Lorenz Lubota
- Grete Berger : le prêteur sur gages, Schwabe
- Lil Dagover : Marie Starke
- Lya de Putti : Veronika Harlan / Mellitta
- Anton Edthofer : Wigottschinski
- Aud Egede Nissen : Melanie Lubota
- Olga Engl : la femme d'Harlan
- Karl Etlinger : Buchbinder Starke / Bookbinder Starke
- Ilka Grüning : Baronne
- Adolf Klein : Harlan
- Heinrich Witte : Amtsdiener / Clerk